# Ernst Degner
Ernst Eugen Degner (oorspronkelijk: "Ernst Eugen Wotzlawek"; Gleiwitz (Opper-Silezië), 22 september 1931 – Arona (Tenerife), 8 september 1983) was een Duits motorcoureur. Hij was de eerste wereldkampioen in de 50cc-klasse van het wereldkampioenschap wegrace en tevens de eerste wereldkampioen met een tweetaktmotor. In 1961 ontvluchtte hij met zijn gezin de DDR.

## Privéleven
Ernst Degner werd geboren als "Ernst Eugen Wotzlawek", maar zijn vader nam later de naam "Degner" aan. Vader overleed kort voor het einde van de Tweede Wereldoorlog en toen de Wehrmacht uit Opper-Silezië teruggedrongen werd moest het gezin, dat nog bestond uit Ernst, zijn moeder en zijn oudere zuster, vluchten. Ze gingen in Luckau, ten zuiden van Berlijn, wonen. Een half jaar later overleed ook Ernsts moeder. Ernst ging in Luckau in de leer als auto- en vrachtautomonteur. Hij verhuisde daarna naar Potsdam om zijn diploma als ontwikkelingsingenieur te halen. Daarna ging hij bij een ingenieursbureau werken. In die tijd bouwde hij zijn eerste 98cc-racemotorfiets. Hij werd lid van de Motorrad-Club Potsdam, waar hij de tweetaktspecialisten Bernhard Petruschke en Daniel Zimmermann leerde kennen. Hij ontmoette er ook Hubert Rose, die zijn eerste monteur zou worden, en zijn latere echtgenote Gerda Bastian. Met hulp van de motorclub begon hij goede resultaten in races de scoren, vooral met de 125cc-ZPH (genoemd naar de bouwers Zimmermann-Petruschke-Henkel).
In 1954 kreeg hij zijn Duitse racelicentie en in 1955 werd hij tweede in het kampioenschap van de DDR. Hij werd door Walter Kaaden, tegen wie hij nog geracet had, als technicus en coureur naar IFA-DKW in Zschopau gehaald. Ook Gerda kreeg een baan bij IFA. Ze verhuisden eerst naar Zschopau, later naar Karl-Marx-Stadt. In 1956 veranderde de naam "IFA-DKW" in MZ ("Motorradwerk Zschopau"). Op 1 oktober 1957 traden Ernst en Gerda in het huwelijk. Ernst werd fabriekscoureur, samen met Horst Fügner, Werner Musiol en Walter Brehme. In 1959 werd zoon Olaf geboren en in juni 1961 zoon Boris.

##### Vlucht naar het Westen
Ernst Degner zag de spanningen tussen het Oostblok en het Westen toenemen. Bovendien zag hij bij internationale races ook de luxe die niet alleen zijn collega's, maar ook de plaatselijke bevolking kende. Tijdens de TT van Man van 1961 resideerden de teams van Suzuki en MZ in het Fernleigh hotel in Douglas. Daar zocht Degner Suzuki-teammanager Jimmy Matsumiya op, officieel om naar jazzmuziek te luisteren, maar feitelijk om afspraken te maken. Degner had geld nodig om met zijn gezin uit de DDR te vluchten en Matsumiya was uit op kennis van de tweetakttechniek van MZ. Degner maakte gebruik van het feit dat hij van het regime van Walter Ulbricht als voorbestemd wereldkampioen meer vrijheid kreeg dan team- en landgenoten als Hans Fischer, Werner Musiol en Walter Brehme, die ook niet naar het eiland Man waren gestuurd. Dit voorbereidende gesprek leidde uiteindelijk tot de vlucht van Degner met zijn gezin naar het westen. Degners vriend Paul Petry werd betrokken bij de onderhandelingen en er werd een plan gesmeed om te vluchten na de Ulster Grand Prix op 13 augustus 1961. Gerda zou met de kinderen Olaf en Boris de S-Bahn van Berlijn naar West-Berlijn nemen en Ernst zag waarschijnlijk mogelijkheden om tijdens de lange reis met twee veerboten en door Groot-Brittannië, Frankrijk en Italië politiek asiel te vragen. 13 augustus was echter precies de dag dat de grens gesloten werd. De S-Bahnstations werden gecontroleerd door de Transportpolizei en Gerda durfde de reis niet aan.
Er moest een nieuw plan gemaakt worden. Daarvoor kocht Petry een grote Lincoln Mercury en in de grote kofferruimte maakte hij een geheim compartiment. Hij zou Gerda en de kinderen naar het Westen smokkelen, terwijl Ernst na de Zweedse Grand Prix tijdens de thuisreis zou ontsnappen. Het eerste deel van het plan slaagde: Petry verdoofde zowel Gerda als de kinderen en reed met hen naar West-Duitsland terwijl Ernst in Zweden racete. Ernst kon zijn vlucht niet uitstellen uit angst dat de verdwijning van zijn gezin ontdekt zou worden en ontsnapte al tijdens de nacht na de race met hulp van Suzuki-technici. Zij vervoerden Ernst Degner en een koffer vol MZ-onderdelen naar Gedser in Denemarken. Degner ging via Großenbrode naar Dillingen waar hij werd herenigd met zijn gezin. Daarna reisde hij naar het Verenigd Koninkrijk om voor de Argentijnse Grand Prix een EMC te regelen (hij kon immers zijn Oost-Duitse MZ niet meer gebruiken). Met hulp van de MZ-techniek van Walter Kaaden begon Degner bij Suzuki de tweetakten te ontwikkelen en al in het seizoen 1962 werd hij met de 50cc-Suzuki RM 62 wereldkampioen.
Er waren overigens nog andere theorieën over het exacte moment van Degners vlucht. Volgens de DDR-autoriteiten had hij zijn machine gesaboteerd zodat ze tijdens de race stil zou vallen, waarna Degner in de auto van de Suzuki-technici was gesprongen. Dat zou echter betekenen dat Degner zijn machine zo nauwkeurig had gesaboteerd dat hij zelfs wist waar ze stil zou vallen. Een tweede theorie zei dat Degner een zodanige voorsprong had genomen dat zijn achtervolgers hem niet meer konden zien. Op dat moment was hij van het circuit af gereden naar de plaats waar de vluchtauto stond. Degner kan niet verwacht hebben dat hij zo veel sneller zou zijn dan de Honda 2RC 143's van Luigi Taveri, Kunimitsu Takahashi en Jim Redman.
Het DDR-regime hield Walter Kaaden verantwoordelijk voor de vlucht van Degner. Hij werd door de Stasi ondervraagd, maar kon later zijn werk bij MZ voortzetten.

## Racecarrière

### MZ

#### 1957
In het seizoen 1957 trad MZ voor het eerst aan in het wereldkampioenschap wegrace (nadat IFA al in het seizoen 1955 had deelgenomen met Bernhard Petruschke en Erhart Krumpholz had deelgenomen). Horst Fügner werd met de MZ RE 125 vierde in de Grand Prix van Duitsland en Ernst Degner werd zesde. In de GP des Nations op Monza werd Degner zevende.

#### 1958
In het seizoen 1958 pakte MZ het wereldkampioenschap serieuzer aan. Het trad aan in de 125cc-klasse en de 250cc-klasse met Walter Brehme, Ernst Degner, Horst Fügner, Werner Musiol en Heinz Rosner. Degner scoorde zijn eerste podiumplaats (derde) in de Duitse GP en sloot het seizoen af als zevende in de 125cc-klasse, waarmee hij de beste MZ-rijder was.

#### 1959
Het seizoen 1959 begon tegenvallend, met uitvalbeurten in de TT van Man, waar de lichte klassen toen nog op de Clypse Course reden. In de Ulster Grand Prix scoorde hij twee derde plaatsen en in de GP des Nations scoorde hij in de 125cc-race zijn eerste WK-overwinning.

#### 1960
Het seizoen 1960 begon voor Ernst Degner met een blessure. Tijdens de training voor de TT van Man, nu op de lange Snaefell Mountain Course, kwam hij bij de Bungalow ten val waarbij hij een voet brak. Tijdens de TT werd hij vervangen door Dickie Dale in de 250cc-klasse en Bob Anderson in de 125cc-klasse. Tijdens de TT van Assen was Degner weer fit genoeg om te rijden, maar hij viel en brak een elleboog. Het team van MZ vloog hem naar Oost-Berlijn, waar hij met spoed geopereerd werd. Er werd een pin in zijn elleboog gezet en hij won de 125cc-race van de Grand Prix van België. Na podiumplaatsen in de Ulster Grand Prix en de GP des Nations sloot hij het seizoen als derde in de eindstand af.

#### 1961
Het seizoen 1961 begon voortvarend, met een tweede plaats in de 125cc-klasse van de GP van Spanje een overwinning in de GP van Duitsland en een tweede plaats in de Franse Grand Prix. Tijdens de TT van Man viel hij uit, maar daar maakte hij 's avonds in het hotel de eerste afspraken om zijn vlucht naar het Westen voor te bereiden. In de TT van Assen viel hij, waardoor Tom Phillis de leiding in de WK-stand van hem overnam. Na een overwinning in de GP van de DDR en de tweede plaats in de Ulster Grand Prix naderde hij Phillis weer tot drie punten en na de GP des Nations stond hij weer aan de leiding in de WK-stand. Er was nog één overwinning nodig om de wereldtitel veilig te stellen. In de GP van Zweden blies hij echter zijn motor op. Na deze race vluchtte hij met hulp van Suzuki-technici naar Denemarken. Vanzelfsprekend kon hij geen gebruik meer maken van zijn Oost-Duitse MZ RE 125. Degner gaf de wereldtitel echter niet zo maar op. Hij stond nog steeds een punt voor op Phillis en wilde in de GP van Argentinië een poging wagen om toch nog wereldkampioen te worden. Hij reisde na zijn vlucht rechtstreeks naar het Verenigd Koninkrijk waar hij een 125cc-EMC leende, waarschijnlijk de machine die al door Mike Hailwood en Phil Read was gebruikt. Dat was nodig omdat hij slechts in de punten hoefde te eindigen om wereldkampioen te worden. De EMC arriveerde echter te laat in Argentinië. Degner zelf was er wel, ongetwijfeld met financiële steun van Suzuki, dat hem bij zijn vlucht had geholpen. Degner zag een complot in het te laat arriveren van zijn machine, hetzij tussen het DDR-regime en de linkse Argentijnse regering, hetzij tussen de communisten en invloedrijke naar Argentinië uitgeweken Nazi's. Hij had inderdaad gemakkelijk punten kunnen scoren in de Argentinië, waar in de 125cc-race slechts zeven rijders de finish haalden. Na de vlucht van Degner naar het westen, besloot de Oost-Duitse motorsportbond Degner te schorsen. Deze schorsing werd niet door de FIM overgenomen, zodat Degner gewoon kon deelnemen aan het wereldkampioenschap. Wel bestrafte de bond hem met een geldboete voor onsportief gedrag. Door zijn vlucht naar het westen wist de Australiër Tom Phillis Degner in het kampioenschap nipt te verslaan en werd met twee punten voorsprong wereldkampioen.

### Suzuki

#### 1962 (wereldtitel)
| Huldiging na de 50cc-race van de Asser TT van 1962 met in de krans Jan Huberts, die tweede werd |
| Suzuki RM 62 uit 1962                                                                           |

In het seizoen 1962 kwam Degner uit voor het team van Suzuki en deelde zijn kennis van de techniek met roterende inlaten en de expansiepijpen die hij uit de Duitse Democratische Republiek had meegebracht. Het eerst was de 50cc-RM 62 aan de beurt en Degner werd er wereldkampioen mee. De 125cc-RT 62 had die techniek nog niet maar de RT 62D(egner), uitsluitend bestemd voor Ernst Degner, wel. De 250cc-RV 62 was niet betrouwbaar, feitelijk waren de problemen van de MZ RE 250 in deze machine overgenomen. Uiteraard was zijn DDR-licentie ingetrokken en Ernst Degner reed voortaan met een West-Duitse licentie. Hij begon het seizoen puntloos in de eerste twee GP's, maar daarna begon hij in de 50cc-klasse de ene overwinning na de andere te scoren: de TT van Man, de TT van Assen, de GP van België en de GP van Duitsland. Daardoor was hij al vrijwel zeker van de wereldtitel: Hans Georg Anscheidt moest nog vier races winnen om hem daarvan af te houden. Degner moest daarbij incalculeren dat hij niet naar de GP van de DDR kon gaan, maar Anscheidt scoorde daar niet. Degner raakte echter geblesseerd bij een val tijdens de Ulster Grand Prix, waardoor hij ook niet in de GP des Nations kon starten. Daar nam Anscheidt de leiding in het wereldkampioenschap. Anscheidt moest echter al rekening houden met streepresultaten. Hij scoorde in de Grand Prix van Finland vier punten, maar moest er drie wegstrepen. Degner scoorde slechts drie punten, die hij allemaal behield waardoor hij naar de Argentijnse Grand Prix reisde met slechts één punt achterstand. Als hij dat ene punt meer dan Anscheidt scoorde stond hij op gelijke hoogte in punten, maar met meer overwinningen. Het gebeurde precies zo. Degner kon Anscheidt weliswaar niet voor blijven, maar teamgenoot Hugh Anderson kreeg opdracht om zich terug te laten zakken om Degner in zijn slipstream mee te nemen. Dat werkte: Anderson won, Degner werd tweede en Anscheidt derde. Daarmee was Degner's wereldtitel veiliggesteld.

#### 1963

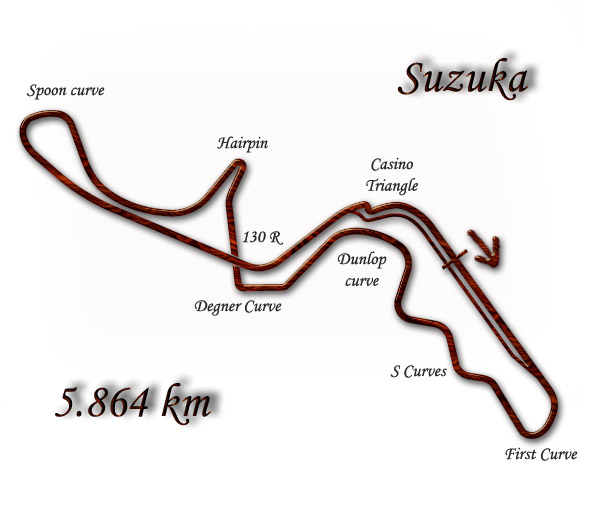
Hoewel de Suzuka International Racing Course eigendom is van Honda is er maar één bocht naar een coureur genoemd: Suzuki-rijder Ernst Degner. Het is de bocht waar hij in 1963 ernstige brandwonden opliep.

In het seizoen 1963 begon hij goed met in de GP van Duitsland een derde plaats in de 50cc-race en een overwinning in de 125cc-race. Hij verdeelde de successen over twee klassen: In de Franse Grand Prix werd hij tweede in de 50cc-race, maar slechts zesde in de 125cc-race. In de TT van Man werd hij in de 125cc-race derde achter zijn teamgenoten Hugh Anderson en Frank Perris. In de 50cc-race leek hij te gaan winnen. Hij reed de snelste ronde maar viel in de laatste ronde uit. In de TT van Assen won hij de 50cc-race. Daarbij snoepte hij punten af van Anderson, die tweede werd, maar in de WK-stand leidde. In de 125cc-race van de GP van België viel hij ook uit terwijl hij aan de leiding lag. Nu snoepte Bert Schneider de punten van Anderson af. In de 50cc-race werd Ernst Degner tweede. Daarna volgde een lange pauze. Hij kon niet naar de GP van de DDR en ging ook niet naar Finland en Italië, omdat Hugh Anderson de 125cc-titel al binnen had. Suzuki moest wel naar de GP van Argentinië omdat de strijd in de 50cc-klasse tussen Hans Georg Anscheidt (Kreidler) en Hugh Anderson nog open was. Degner werd achter Anderson tweede. In de GP van Japan werd Anderson wereldkampioen 50 cc. Ernst Degner werd derde in de 125cc-race, maar in de 250cc-race, met de Suzuki RZ 63, kwam hij ten val. Zijn machine vloog in brand en Degner moest bevrijd worden, o.a. door stalgenoot Frank Perris. Het betekende een lange herstelperiode. Degner was ernstig verbrand en moest een aantal huidtransplantaties ondergaan. Mede de verwondingen en veranderingen aan zijn gezicht raakten hem psychisch hard.

#### 1964
Het seizoen 1964 ging grotendeels verloren. Pas in september was Ernst Degner voldoende hersteld om weer te racen. Hij werd derde in de 125cc-race van de GP des Nations en won vervolgens de 125cc-GP van Japan.

#### 1965
In het seizoen 1965 reed Ernst Degner weer tamelijk veel. De Amerikaanse Grand Prix werd een succes voor Suzuki, met Degner in de 125cc-race als tweede achter Anderson en in de 50cc-race als winnaar vóór Anderson. In de Franse GP werd hij in de 125cc-race tweede en in de 50cc-race derde en in de 50 cc TT werd hij ook derde. Hij won de 50cc-race in de GP van België, maar nu moest hij twee GP's overslaan, want naast de DDR had ook Tsjecho-Slowakije een Grand Prix gekregen. Daarna won hij de 125cc-Ulster Grand Prix. Tijdens de GP des Nations was het erg slecht weer, waardoor er veel valpartijen waren. Zowel Ernst Degner als Alberto Pagani braken daarbij een been en moesten hun seizoen beëindigen.

#### 1966
In het seizoen 1966 reed hij nog maar sporadisch. Hij scoorde zijn enige punten in de 50 cc TT. Tijdens de TT van Man verloor de enige fabrieksrijder voor Kawasaki, Toshio Fujii, het leven. Aan het einde van het seizoen verliet Degner Suzuki.

### Kawasaki
Ernst Degner besloot Kawasaki te helpen met de ontwikkeling van de 125cc-Kawasaki A1-R, waarmee hij voor de Grand Prix van Japan trainde op de Fuji Speedway. Daarbij viel hij toen zijn gebroken ketting vastsloeg rond het kettingwiel. Hij liep daarbij verwondingen aan het hoofd op. Hoewel die niet ernstig bleken te zijn, beëindigde hij toch zijn carrière.
Degner reed in 1967 in een Brabham-Formule 3.
In 1969 scheidde Degner. In datzelfde jaar werd hij racedienstleider bij de carburateurfabrikant Solex. In 1971 maakte hij de overstap naar Opel-Steinmetz en werd in 1973 racedienstleider bij Aral. Tussen 1976 en 1978 was hij cheftechnicus bij de nieuw opgerichte importeur voor Suzuki in Duitsland. Daarna richtte Degner een autoverhuurbedrijf op Tenerife op en was daarnaast wederom racedienstleider bij Aral.

## Overlijden
Op Tenerife ging zijn gezondheid snel achteruit, Degner leed onder sterke depressies, maar moest ook pijnstillers slikken. Gerda, Olaf en Boris woonden weer in Duitsland, maar op een hulproep van zijn vader reisde Olaf in 1983 naar Tenerife om hem naar Duitsland te halen. Hij trof hem op 8 september dood in de woning aan. De lijkschouwing wees hartfalen als doodsoorzaak aan. Ernst Degner werd begraven in Arona.

## Wereldkampioenschap wegrace resultaten
(Races in cursief geven de snelste ronde aan, punten (tussen haakjes) zijn inclusief streepresultaten)
| Jaar | Klasse | Team     | Motorfiets      | 1       | 2       | 3       | 4       | 5       | 6       | 7       | 8     | 9     | 10      | 11    | 12      | 13    | Punten  | Plaats | Overwinningen |                                                          | Wereldkampioen |
| ---- | ------ | -------- | --------------- | ------- | ------- | ------- | ------- | ------- | ------- | ------- | ----- | ----- | ------- | ----- | ------- | ----- | ------- | ------ | ------------- | -------------------------------------------------------- | -------------- |
| 1957 | 125 cc | MZ       | RE 125          | DUI 6   | IOM -   | NED -   | BEL -   | ULS -   | NAT 7   |         |       |       |         |       |         |       | 1       | 13e    | 0             | Tarquinio Provini, Mondial 125 Bialbero                  |                |
| 1958 | 125 cc | MZ       | RE 125          | IOM 5   | NED 6   | BEL DNF | DUI 3   | ZWE 5   | ULS -   | NAT -   |       |       |         |       |         |       | 9       | 7e     | 0             | Carlo Ubbiali, MV Agusta 125 Bialbero                    |                |
| 1958 | 250 cc | MZ       | RE 250          | IOM -   | NED -   |         | DUI -   | ZWE -   | ULS 4   | NAT -   |       |       |         |       |         |       | 3       | 14e    | 0             | Tarquinio Provini, MV Agusta 250 Monocilindrica Bialbero |                |
| 1959 | 125 cc | MZ       | RE 125          |         | IOM DNF | DUI 6   | NED -   | BEL -   | ZWE -   | ULS 3   | NAT 1 |       |         |       |         |       | 13      | 5e     | 1             | Carlo Ubbiali, MV Agusta 125 Bialbero                    |                |
| 1959 | 250 cc | MZ       | RE 250          |         | IOM DNF | DUI DNF | NED 6   |         | ZWE 4   | ULS 3   | NAT 2 |       |         |       |         |       | 14      | 4e     | 0             | Tarquinio Provini, MV Agusta 250 Bicilindrica            |                |
| 1960 | 125 cc | MZ       | RE 125          |         | IOM -   | NED 5   | BEL 1   |         | ULS 3   | NAT 3   |       |       |         |       |         |       | 16 (18) | 3e     | 1             | Carlo Ubbiali, MV Agusta 125 Bialbero                    |                |
| 1960 | 250 cc | MZ       | RE 250          |         | IOM -   | NED 6   | BEL -   | DUI -   | ULS -   | NAT 3   |       |       |         |       |         |       | 5       | 8e     | 0             | Carlo Ubbiali, MV Agusta 250 Bicilindrica                |                |
| 1961 | 125 cc | MZ       | RE 125          | SPA 2   | DUI 1   | FRA 2   | IOM DNF | NED DNF | BEL 4   | DDR 1   | ULS 2 | NAT 1 | ZWE DNF | ARG - |         |       | 42 (45) | 2e     | 3             | Tom Phillis, Honda RC 143                                |                |
| 1961 | 250 cc | MZ       | RE 250          | SPA -   | DUI 4   | FRA -   | IOM -   | NED -   | BEL -   | DDR -   | ULS - | NAT - | ZWE DNF | ARG - |         |       | 3       | 13e    | 0             | Mike Hailwood, Mondial 250 Bialbero / Honda RC 161       |                |
| 1962 | 50 cc  | Suzuki   | RM 62           | SPA 15  | FRA 7   | IOM 1   | NED 1   | BEL 1   | DUI 1   |         | DDR - | NAT - | FIN 4   | ARG 2 |         |       | 41      | 1e     | 4             | Ernst Degner, Suzuki RM 62                               |                |
| 1962 | 125 cc | Suzuki   | RT 62 / RT 62 D | SPA DNQ | FRA 5   | IOM 8   | NED 4   | BEL -   | DUI -   | ULS DNF | DDR - | NAT - | FIN -   | ARG - |         |       | 5       | 11e    | 0             | Luigi Taveri, Honda RC 145                               |                |
| 1962 | 250 cc | Suzuki   | RV 62           | SPA DNF | FRA -   | IOM -   | NED -   | BEL DNF | DUI -   | ULS -   | DDR - | NAT - | FIN -   | ARG - |         |       | 0       | -      | 0             | Jim Redman, Honda RC 163                                 |                |
| 1963 | 50 cc  | Suzuki   | RM 63           | SPA DNF | DUI 3   | FRA 2   | IOM DNF | NED 1   | BEL 2   |         | DDR - | FIN - |         | ARG 2 | JAP 7   |       | 30      | 3e     | 1             | Hugh Anderson, Suzuki RM 63                              |                |
| 1963 | 125 cc | Suzuki   | RT 63 / RT 64   | SPA -   | DUI 1   | FRA 6   | IOM 3   | NED -   | BEL DNF | ULS DNF | DDR - | FIN - | NAT -   | ARG - | JAP 3   |       | 17      | 6e     | 1             | Hugh Anderson, Suzuki RT 63 / RT 64                      |                |
| 1963 | 250 cc | Suzuki   | RZ 63           | SPA -   | DUI -   | FRA -   | IOM -   | NED -   | BEL -   | ULS -   | DDR - |       | NAT -   | ARG - | JAP DNF |       | 0       | 0      | 0             | Jim Redman Honda RC 164 / 3RC 164                        |                |
| 1964 | 125 cc | Suzuki   | RT 64 A         | VST -   | SPA -   | FRA -   | IOM -   | NED -   | BEL -   | DUI -   | DDR - | ULS - | FIN -   | NAT 3 | JAP 1   |       | 12      | 6e     | 1             | Luigi Taveri, Honda 2RC 146                              |                |
| 1965 | 50 cc  | Suzuki   | RK 65           | VST 1   | DUI -   | SPA DNF | FRA 3   | IOM 3   | NED 5   | BEL 1   |       |       |         |       |         | JAP - | 26      | 4e     | 2             | Ralph Bryans, Honda RC 114 / RC 115                      |                |
| 1965 | 125 cc | Suzuki   | Suzuki RT 65    | VST 2   | DUI 4   | SPA DNF | FRA 2   | IOM 8   | NED -   |         | DDR - | TSL - | ULS 1   | FIN - | NAT DNF | JAP - | 23      | 4e     | 1             | Hugh Anderson, Suzuki RT 65                              |                |
| 1965 | 250 cc | Suzuki   | RZ 64           | VST -   | DUI -   | SPA DNF | FRA -   | IOM -   | NED -   | BEL -   | DDR - | TSL - | ULS -   | FIN - | NAT -   | JAP - | 0       | -      | 0             | Phil Read, Yamaha RD 56                                  |                |
| 1966 | 50 cc  | Suzuki   | RK 66           | SPA -   | DUI -   |         | NED 7   |         |         |         |       |       | IOM 4   | NAT - | JAP -   |       | 3       | 6e     | 0             | Hans Georg Anscheidt, Suzuki RK 66                       |                |
| 1966 | 125 cc | Kawasaki | A1-R            | SPA -   | DUI -   |         | NED -   |         | DDR -   | TSL -   | FIN - | ULS - | IOM -   | NAT - | JAP DNS |       | 0       | -      | 0             | Luigi Taveri, Honda RC 149                               |                |